# Montiéramey
 Montiéramey  es una población y comuna francesa, en la región de Champaña-Ardenas, departamento de Aube, en el distrito de Troyes y cantón de Lusigny-sur-Barse.

## Demografía
| 424 | 451 | 404 | 391 | 351 | 405 |
| Para los censos de 1962 a 1999 la población legal corresponde a la población sin duplicidades (Fuente: INSEE [Consultar]) |     |     |     |     |     |